# Giả Xảo Thư
Giả Xảo Thư (tiếng Trung: 賈巧姐; bính âm: Jiǎ Qiǎojiě) là nhân vật hư cấu trong tiểu thuyết Hồng Lâu Mộng của tác giả Tào Tuyết Cần. Trong tiểu thuyết, Xảo Thư là con gái đầu của Giả Liễn và Vương Hy Phượng, cháu nội của Giả Xá và Hình phu nhân. Nàng là người nhỏ tuổi nhất trong Kim Lăng thập nhị thoa chính sách.

## Cuộc đời
Giả Xảo Thư là con gái Vương Hy Phượng, còn nhỏ tuổi (kết thúc tiểu thuyết khoảng 13, 14 tuổi) nhưng nhan sắc được người khác mô tả là tuyệt đẹp. Hồi nhỏ Xảo Thư sinh đúng vào ngày Thất Tịch 7 tháng 7, lại đau ốm luôn nên được Già Lưu đặt cho tên là Xảo để tránh tai ương trắc trở. 
Như thế tốt lắm, cứ đặt tên cho chị ấy là Xảo Thư là được. Thế gọi là "lấy độc trị độc, lấy lửa trị lửa" đấy. Mợ cứ theo cái tên của tôi đặt cho, thì thế nào chị ấy cũng sống lâu trăm tuổi. Sau này lớn lên, sinh cơ lập nghiệp, hoặc có lúc gặp việc không may cũng tai qua nạn khỏi, gặp dữ hóa lành, đó đều nhờ chữ "Xảo" cả.

Xảo Thư cũng là cô gái vô cùng thông minh, tài giỏi, tuổi còn nhỏ mà đã đọc chữ, xem sách tinh thông. Ai cũng cho rằng nàng sau có thể thông minh hơn cả Phượng Thư. Trong kết thúc của Cao Ngạc, sau khi Phượng Thư mất, Xảo Thư vì có nhan sắc nên bị ông cậu Vương Nhân cùng Giả Vân lừa định đem bán làm nàng hầu cho một vị Vương gia. Nhưng nàng được Bình Nhi sắp xếp cho đi trốn tại nhà già Lưu - người trước kia tình cờ được Phượng Thư cứu giúp - và được già Lưu cưu mang săn sóc tận tình, chờ khi tai qua nạn khỏi. Tại đó, Xảo Thư quen một vị thư sinh láng giềng và sau đó Giả Liễn từ Nam về đồng ý cho hai người kết hôn.

### Chính sách đề vịnh chi cửu
| 正冊題詠之九 勢敗休云貴， 家亡莫論親； 偶因濟村婦， 巧得遇恩人。 | Chính sách đề vịnh chi cửu Thế bại hưu vân quý, Gia vong mạc luận thân; Ngẫu nhân tế thôn phụ, Xảo đắc ngộ ân nhân | Đề sách chính bài 9 (Dịch: nhóm Vũ Bội Hoàng) Vận suy đừng kể rằng sang, Nhà suy chớ kể họ hàng gần xa. Tình cờ cứu giúp người ta, Khéo sao Lưu thị lại là ân nhân. |

### Hồng Lâu Mộng khúc
| 留餘慶 留餘慶，留餘慶，忽遇息人； 幸娘親，幸娘親，積得陰功。 勸人生，濟困扶窮。 休似俺那愛銀錢、 忘骨肉的狠舅奸兄！ 正是乘除加減， 上有蒼穹。 | Lưu dư khánh Lưu dư khánh, lưu dư khánh, hốt ngộ tức nhân; Hạnh nương thân, hạnh nương thân, tích đắc âm công. Khuyến nhân sinh, tế khốn phù cùng. Hưu tự yêm na ái ngân tiền, Vong cốt nhục đích ngoan cữu gian huynh! Chính thị thừa trừ gia giảm, Thượng hữu thương khung. | Phúc thừa sót lại (Dịch: nhóm Vũ Bội Hoàng) May sao gặp được ân nhân Là nhờ dư phúc nương thân đó mà Âm công vun lấy phúc nhà Hết lòng cứu giúp người ta khi nghèo Anh gian, cậu ác chớ theo Nhãng tình máu mủ, chỉ yêu bạc tiền Có trời báo ứng ở trên |

## Trên màn ảnh
- Lý Đoan thủ vai Giả Xảo Thư trong phim Hồng Lâu Mộng năm 1987, đạo diễn Vương Phù Lâm.